# James Gammon
James Richard Gammon (Newman, 20 aprile 1940 – Costa Mesa, 16 luglio 2010) è stato un attore statunitense.

## Biografia
James Richard Gammon nacque ad Newman il 20 aprile del 1940, figlio di Doris Latimer Toppe e del musicista Donald Gammon. Dopo il divorzio dei genitori, si trasferì a Orlando. Da giovanissimo inizia a lavorare come cameraman.
Nel 1966 inizia la sua carriera di attore.
È stato sposato dal 1967 al 1970 con Barbara Giacchero; nel 1972 ha sposato Nancy Jane Kapusta con cui è rimasto fino alla morte. Ha avuto due figlie dalla seconda moglie, Allison e Amy.
Morì a Costa Mesa il 16 luglio del 2010 all'età di 70 anni per un cancro al fegato e alle ghiandole surrenali.

## Filmografia parziale

### Cinema
- Nick mano fredda (Cool Hand Luke), regia di Stuart Rosenberg (1967)
- Un uomo chiamato Cavallo (A Man Called Horse), regia di Elliot Silverstein (1970)
- La ballata di Gregorio Cortez (The Ballad of Gregorio Cortez), regia di Robert M. Young (1982)
- Silverado, regia di Lawrence Kasdan (1985)
- Accadde in paradiso (Made in Heaven), regia di Alan Rudolph (1987)
- Ironweed, regia di Héctor Babenco (1987)
- Milagro (The Milagro Beanfield War), regia di Robert Redford (1988)
- Major League - La squadra più scassata della lega (Major League), regia di David S. Ward (1989)
- Revenge - Vendetta (Revenge), regia di Tony Scott (1990)
- Ti amerò... fino ad ammazzarti (I Love You to Death), regia di Lawrence Kasdan (1990)
- Le avventure di Huck Finn (The Adventures of Huck Finn), regia di Stephen Sommers (1993)
- Assassini nati - Natural Born Killers (Natural Born Killers), regia di Oliver Stone (1994)
- Major League - La rivincita (Major League II), regia di David S. Ward (1994)
- Wyatt Earp, regia di Lawrence Kasdan (1994)
- Wild Bill, regia di Walter Hill (1995)
- Svolta pericolosa (Traveller), regia di Jack N. Green (1997)
- La maschera di ferro (The Man in the Iron Mask), regia di Randall Wallace (1998)
- Hi-Lo Country (The Hi-Lo Country), regia di Stephen Frears (1998)
- Point Blank - Appuntamento con la morte (Point Blank), regia di Matt Earl Beesley (1998)
- Il gigante di ferro (The Iron Giant), regia di Brad Bird (1999) - voce
- The Cell - La cellula (The Cell), regia di Tarsem Singh (2000)
- Una vita quasi perfetta (Life or Something Like It), regia di Stephen Herek (2002)
- The Country Bears - I favolorsi (The Country Bears), regia di Peter Hastings (2002) - voce
- Ritorno a Cold Mountain (Cold Mountain), regia di Anthony Minghella (2003)
- Altered - Paura dallo spazio profondo (Altered), regia di Eduardo Sánchez (2006)
- Appaloosa, regia di Ed Harris (2008)
- L'occhio del ciclone - In the Electric Mist (In the Electric Mist), regia di Bertrand Tavernier (2009)
- The New Daughter, regia di Luis Berdejo (2009)

### Televisione
- Selvaggio west (The Wild Wild West) – serie TV, episodio 1x25 (1966)
- I sentieri del west (The Road West) – serie TV, episodi 1x03-1x28 (1966-1967)
- Capitan Nice (Captain Nice) – serie TV, episodio 1x09 (1967)
- Bonanza – serie TV, episodio 8x29 (1967)
- Il virginiano (The Virginian) – serie TV, episodio 6x14 (1967)
- Squadra speciale anticrimine (The Felony Squad) – serie TV, episodio 2x12 (1967)
- Lancer – serie TV, 2 episodi (1968-1969)
- Le strade di San Francisco (The Streets of San Francisco) – serie TV, episodi 3x20 (1975)
- Charlie's Angels – serie TV, episodio 3x13 (1978)
- La signora in giallo (Murder, She Wrote) – serie TV, episodi 1x19 (1985)
- Truman, regia di Frank Pierson – film TV (1995)
- Due madri per Zachary (Two Mothers for Zachary), regia di Peter Werner – film TV (1996)
- Nash Bridges – serie TV, 96 episodi (1996-2001)
- Detective Monk (Monk) – serie TV, episodio 5x14 (2007)
- Grey's Anatomy – serie TV, episodio 3x18 (2007)

## Doppiatori italiani
Nelle versioni in italiano delle opere in cui ha recitato, James Gammon è stato doppiato da:
- Franco Zucca in Le avventure del giovane Indiana Jones, Ritorno a Cold Mountain (entrambi i doppiaggi), L'occhio del ciclone - In the Electric Mist
- Sergio Rossi in Urban Cowboy, Revenge - Vendetta
- Renato Mori in Silverado, Hi-Lo Country
- Luciano De Ambrosis in Accadde in paradiso, Milagro
- Vittorio Di Prima in Major League - La squadra più scassata della lega, Una vita quasi perfetta
- Paolo Poiret in Charlie's Angels
- Luca Biagini in La signora in giallo
- Romano Ghini in Ironweed
- Sandro Sardone in Ti amerò... fino ad ammazzarti
- Dario De Grassi in Major League - La rivincita
- Glauco Onorato in Wild Bill
- Riccardo Garrone in Svolta pericolosa
- Franco Chillemi in The Cell - La cellula
- Vittorio Congia in Nash Bridges
- Claudio Fattoretto in Altered - Paura dallo spazio profondo
- Romano Malaspina in Grey's Anatomy
- Pietro Biondi in Detective Monk
- Oliviero Dinelli in Appaloosa
- Dante Biagioni in Monte Walsh - Il nome della giustizia (ridoppiaggio)

Da doppiatore è stato sostituito da:
- Bruno Alessandro ne Il gigante di ferro
- Carlo Baccarini in The Country Bears - I favolorsi